# Prionotoleberis norvegica
Prionotoleberis norvegica är en kräftdjursart som först beskrevs av Georg Ossian Sars 1869.  I den svenska databasen Dyntaxa används istället namnet Asterope norvegica. Prionotoleberis norvegica ingår i släktet Prionotoleberis och familjen Cylindroleberididae. Arten är reproducerande i Sverige. Inga underarter finns listade i Catalogue of Life.